# Nicola Ammon
Nicola Ammon (* 20. März 1974 in Wolfenbüttel) ist eine ehemalige deutsche Basketballspielerin.

## Laufbahn
Ammon nahm mit dem MTV Wolfenbüttel am Spielbetrieb der 1. Damen-Basketball-Bundesliga teil und trat mit den Niedersächsinnen darüber hinaus im europäischen Vereinswettbewerb Ronchetti Cup an. Im Vorfeld der Saison 1996/97 wechselte sie innerhalb der Bundesliga zum VfL Marburg. Auch mit Marburg spielte Ammon im Europapokal. Sie blieb bis Saisonende 1997/98 dort, anschließend spielte sie bei der BG 74 Göttingen.
Ammon studierte in Marburg und Göttingen Betriebswirtschaftslehre und wurde in Hamburg leitend bei einer Steuerberatungsgesellschaft tätig.